# کلیسای صلیب مقدس (کاراگلوخ)
کلیسای صلیب مقدس (ارمنی: Սուրբ Խաչ եկեղեցի؛ انگلیسی: Holy Cross) یک کلیسا متعلق به کلیسای حواری ارمنی واقع در شهر کاراگلوخ، استان وایوتس‌جور ارمنستان می‌باشد. ساخت و ساز این ساختمان در سده میلادی؛ به پایان رسید. این بنا به سبک معماری ارمنی طراحی شده است.